# Sciurus colliaei
Sciurus colliaei är en däggdjursart som beskrevs av Richardson 1839. Sciurus colliaei ingår i släktet trädekorrar, och familjen ekorrar. IUCN kategoriserar arten globalt som livskraftig.

## Underarter
Catalogue of Life och Wilson & Reeder (2005) skiljer mellan 4 underarter:
- Sciurus (Sciurus) colliaei colliaei Richardson, 1839
- Sciurus (Sciurus) colliaei nuchalis Nelson, 1899
- Sciurus (Sciurus) colliaei sinaloensis Nelson, 1899
- Sciurus (Sciurus) colliaei truei Nelson, 1899

## Beskrivning
Arten är en stor men slank ekorre med stora ögon och en lång svans. Framfötterna har fyra tår och bakfötterna fem, alla försedda med klor. Honan har fyra par spenar, ett par på bröstet, två par på buken, och ett par i ljumskarna. Pälsen är spräcklig i gulgrått, grått och svart på ovansidan inklusive svansroten med ljusare sidor och vitaktig buk. De yttre delarna av svansen är  nästan svarta på ovansidan, och spräcklig i gult, grått och svart på undersidan. Från hjässan till svansroten löper ett svart band. Kroppslängden varierar mellan 44 och 58 cm, inklusive den 20 till 30 cm långa svansen.

## Utbredning
Denna ekorre förekommer längs med västra Mexikos kust och en bit in i landet.

## Ekologi
Arten vistas från havsytans nivå till bergstrakter mer än 2 130 meter över havet, även om den vanligen håller sig under 1 000 meter. Habitatet utgörs av tropiska till subtropiska städsegröna och lövfällande skogar, gärna med palmer och fikonträd. Den förekommer också i molnskogar med pinje, tall, ek, valnöt, alar och lindar.
Individerna bygger bon av löv och kvistar som placeras i trädens håligheter eller på lövtäckta grenar. De äter frukter och nötter som fikon och honungspalmnötter samt örter. Parningen börjar i mars och de första ungarna föds i april. Honan föder upp till tre ungar per kull.